# 民族の槍
民族の槍（みんぞくのやり）あるいは、ウムコントゥ・ウェ・シズウェ（uMkhonto we Sizwe）は、アフリカ民族会議の準軍事組織。初代司令官は、ネルソン・マンデラ。

## 概要
シャープビル虐殺事件をきっかけに、アパルトヘイト政策を行う南アフリカと戦うことを目的としてネルソン・マンデラによって設立された。
1961年に政府施設へのテロ行為を初めて行い、南アフリカ政府によって「テロ組織」に分類され、非合法化された。司令官のマンデラは、翌年1962年に逮捕される。